# ボスニア・ヘルツェゴビナの国旗
ボスニア・ヘルツェゴビナの国旗は、紺色の地に黄色の三角形、およびその斜辺に沿って8つの星を配置した国旗。配列された8個の星のうち1個は上下二つに分かれ、上下の端に配置されている。黄色の三角形は国土の形を図案化したものであり、三角形の3つの辺はこの国を構成する民族のムスリム、セルビア、クロアチアを表象しているとも言われている。
1998年の長野オリンピックに間に合わせる形で制定された。現在ヨーロッパの国で星を国旗の意匠に用いているのはボスニア・ヘルツェゴビナのほかにはコソボのみで、当初からEU旗を模してデザインされたためである。これはボスニア・ヘルツェゴビナのEU加盟の希望を表している。

## 歴史的な旗

### オスマン帝国時代の旗

?西ヘルツェゴヴィナの旗（1760年傾）
?ボスニア州の旗（1831年-1832年）
? ボスニア州の旗（1831年-1832年）
? ボスニア州の旗（1875年-1877年）
?ボスニアの旗（1878年-1908年）
?ボスニアの旗（1908年頃）
?ボスニアの旗（1918年頃）

### ボスニア・ヘルツェゴビナの旗
1992年にユーゴから独立した時は白い背景に国章が描かれたのみのデザインであり（白地に金色い縁取りに青い盾あり、盾の中には左左上から右下にかけて白い帯が斜めに走り、盾め青地には6つの金色の百合を描いたもの）、1998年までの期限付きで採用されたものである。さらにその以前のボスニア・ヘルツェゴビナ社会主義共和国時代は赤旗をベースとしてユーゴスラビア社会主義連邦共和国の国旗が左上に添えられたものである。これは民族独自の配色に赤星を添えるデザインを採用していた同じ構成国のスロベニア・クロアチア・セルビアとは異なり、多民族が混在する地域的な共和国としてみなされていた故のデザインであった。

1945年-1992年共産ユーゴスラビア連邦時代の国旗
1992年-1998年独立時の国旗
?共産ユーゴスラビア時代に最初に提案された国旗

### その他の旗

1992年-1995年西ボスニア自治州の旗
1995年西ボスニア共和国の旗
1992年-1994年ヘルツェグ＝ボスナ・クロアチア人共和国の旗
1996年-2007年ボスニア・ヘルツェゴビナ連邦の国旗
スルプスカ共和国の国旗
クライナ・セルビア人共和国の国旗
現在の国旗（縦横比2:3の別タイプ）

## 1998年頃に検討された国旗

?1998年提案
?1998年提案
?1998年提案
?1998年提案
?1998年提案
?1998年提案
?1998年提案
?1998年提案
?1998年提案
?1998年提案